# Eigilo de Fulda
Eigilo (em latim: Eigil ou Aeigil Fuldensis; c. 750–822 (72 anos)) foi o quarto abade de Fulda. Ele era sobrinho e foi o biógrafo do fundador (em 742/744) e primeiro abade (747-779), Santo Estúrmio, um discípulo de São Bonifácio. Tudo o que sabemos de Eigilo vem principalmente da obra "Vita Aegili", uma hagiografia que o monge e professor em Fulda, Candidus Bruun, escrito na época de sua morte.
Os pais de Eigilo, que eram nobres na Nórica, enviaram-no para a abadia (ainda na época de Sturm) para ser educado. Quando ele morreu, em 779, foi sucedido por Baugulf.
O abade seguinte, Ratgar, com sua excessiva severidade, provocou graves divisões entre os monges. Em 811, eles, possivelmente incluindo Eigilo, pediram ao imperador Carlos Magno que removessem o abade. Finalmente, 817, Ratgar foi banido por Luís, o Piedoso, que enviou dois delegados, Aarão e Adalfrido, e mais alguns associados para reformarem a abadia. Eigilo foi eleito no ano seguinte e, segundo Cândido, a harmonia voltou ao mosteiro. Num poema, seu aluno e sucessor, Rábano Mauro (Hrabanus Maurus), celebrou sua clemência e gentileza, em linha com o retrato elogioso já fornecido por Cândido.
Sob Eigilo, diversas obras foram dedicadas em Fulda. Em 819, o arcebispo Haistolf foi até lá para dedicar a Basílica de São Bonifácio (que foi considerado co-fundador da abadia com São Sturm) e as relíquias de Bonifácio - ossos - foram transladadas para lá.
Eigilo morreu em 822 e foi sucedido por Rábano, que era então o principal professor da escola em Fulda. Cândido trata Eigilo como santo, mas outros autores, incluindo Rábano, não.